# Min Aung Hlaing
Min Aung Hlaing est un nom birman ; les principes des noms et prénoms ne s'appliquent pas ; U et Daw sont des titres de respect.
Min Aung Hlaing (en birman : မင်းအောင်လှိုင်, prononcé : /mɪ́ɰ̃ àʊɰ̃ l̥àɪɰ̃/), né le 3 juillet 1956 à Dawei (région de Tenasserim), est un général et homme d'État birman.  
Il est commandant en chef de l’armée et dirige de facto le pays depuis le 1er février 2021 en tant que président du Conseil administratif d'État à la suite du coup d'État militaire qu'il mène. Il adopte différentes mesures pour mettre fin aux manifestations qui éclatent, dont le recours à la force, entraînant l'arrestation d'au moins 14 000 personnes et la mort de plus de 2 000 civils. En août 2021, il forme un gouvernement intérimaire dont il est le Premier ministre et doit affronter une rébellion armée composée de divers groupes rebelles. Bien que contrôlant l'essentiel du pays, son gouvernement n'est pas reconnu internationalement. En 2024, le président par intérim Myint Swe, façade institutionnelle de son pouvoir, lui transfère ses pouvoirs pour raisons de santé.

## Biographie
Le père de Min Aung Hlaing est ingénieur civil au ministère de la construction. Min Aung étudie  le droit à l'Université des arts et des sciences de Rangoun de 1972 à 1973, avant de rejoindre la Defense Services Academy à la 19e session de 1974. Il occupe des postes de commandement dans l'armée. Il se fait connaître en 2009 pour avoir mené une offensive contre l'armée insurgée de l'Alliance démocratique des nationalités du Myanmar à Kokang. Il est nommé successivement lieutenant général (fin 2009) ; le 30 mars 2011 il devient le nouveau commandant en chef des forces armées du Myanmar, en remplacement du chef de l'État sortant et chef de la junte, le général en chef Than Shwe ; vice Senior General en avril 2012 et enfin Senior General en mars 2013.

### L'importance du général en Birmanie
L’historien Thant Myint-U estime que depuis les années 1990 l'armée a toujours un rôle central dans le pays et qu'il y a toujours un homme fort en la personne de Min Aung Hlaing.

### La répression des Rohingya
L'ONU et la plupart des pays et observateurs condamnent l'action de l'armée et donc celle de Min Aung Hlaing contre les Rohingyas qualifiée de nettoyage ethnique. Le commandant en chef le nie et déclare « que cette campagne n'était que la réponse aux attaques d’extrémistes Bengalis du 25 août ». 
Il rencontre le pape le 27 août 2017 et lui affirme qu’il n’y a pas de persécution dans son pays.

### Coup d'État
Le 26 janvier 2021, Min Aung Hlaing conteste les résultats du scrutin et appelle à une vérification des listes électorales, sans quoi l'armée interviendrait pour résoudre la crise politique. La commission électorale dément ces accusations. Le 30 janvier, l'armée dément vouloir perpétrer un coup d'État.
Le vice-président Myint Swe, membre du PUSD, devient président par intérim et lui transfère, comme l'autorise la Constitution,,,, les pleins pouvoirs en sa qualité de chef de l'armée. Il proclame l'état d'urgence pour un an et dissout le parlement.
Le 1er août 2021, lors d'un discours ayant lieu six mois presque jour pour jour après le coup d'État, il annonce la levée de l'état d'urgence et la tenue de nouvelles élections en août 2023, et forme un gouvernement intérimaire dont il est le Premier ministre.
L'intensification du conflit armé à la suite du coup d’État aggrave la situation économique et sociale du pays. Les combats ont provoqué les déplacements internes de centaines de milliers de personnes, avec des conséquences directes sur l’approvisionnement en nourriture et, singulièrement, la nutrition des enfants. Avant le coup d’État, 2,8 millions de personnes souffraient de carences alimentaires et plus de la moitié de la population ne pouvait disposer d’un régime alimentaire adéquat. En juillet 2021, entre 1,5 million et 3,4 millions de personnes de plus pourraient basculer dans une situation d’insécurité alimentaire.
La Chine, qui tente d'isoler diplomatiquement la junte birmane, fait pression en octobre 2021 pour faire exclure le général Hliang du sommet de l'Association des nations de l'Asie du Sud-Est (ASEAN) et y inviter des opposants politiques.
Le 22 juillet 2024, le président par intérim Myint Swe lui transfère ses attributions pour raisons de santé.

## Accusation par  l'ONU de crimes contre l’humanité et crimes de guerre
Un rapport de l’ONU, publié le 27 août 2018,  accuse le commandant en chef de génocide, crimes contre l’humanité et crimes de guerre. Ce sont les massacres à grande échelle commis par l’armée birmane contre les Rohingya, qui constituent les faits visés. La commission de l'ONU chargée de l'enquête, dirigée par Marzuki Darusman, vise également cinq autres personnes, dont l'adjoint du commandant en chef, le général Soe Win.
À la suite de la publication du rapport de l’ONU le réseau social Facebook annonce avoir banni le compte du commandant en chef de l’armée, ainsi que ceux d’une vingtaine d’autres individus et organisations également sanctionnés, comme la télévision militaire Myawady.
Le 27 novembre 2024 un mandat d'arrêt est déposé par le procureur de la CPI pour crimes présumés contre l'humanité.